# Jun Maruyama
Jun Maruyama (jap. 丸山 純, Maruyama Jun; * 11. Juli 1995) ist eine japanische Skispringerin.

## Werdegang
Maruyama gab am 1. März 2010 auf der Zaō-Schanze in Yamagata ihr Debüt im Continental Cup und belegte den 31. und damit vorletzten Platz. Beim zweiten Springen verpasste sie erneut als 31. um einen Platz den 2. Durchgang. Ein Jahr später ging Maruyama wieder beim Continental Cup in Zaō an den Start und holte als 26. ihre ersten Continental-Cup-Punkte.
Am 3. März 2012 startete Maruyama in Sapporo erstmals im Skisprung-Weltcup, blieb aber als 38. und 40. ohne Punktegewinn. Bei den Nordischen Junioren-Weltmeisterschaften 2013 in Liberec erreichte sie im Einzel einen 33. Platz. Nach zwei zwölften Plätzen bei FIS-Springen im März startete Maruyama im Sommer in Râșnov im Rahmen des FIS-Cup und wurde zweimal Sechste.
Im September 2015 startete Maruyama in Oslo auf dem Midtstubakken im Continental Cup und erreichte mit Platz acht und 14 erstmals auch wieder die Punkteränge in dieser Serie.

## Erfolge

### Weltcup-Platzierungen
| Saison  | Platz | Punkte |
| ------- | ----- | ------ |
| 2015/16 | 52.   | 2      |

### Continental-Cup-Platzierungen
| Saison  | Platz | Punkte |
| ------- | ----- | ------ |
| 2010/11 | 82.   | 5      |